# Beyazit II
Beyazit II, född 1447 eller 1448, död 26 maj 1512, var sultan av Osmanska riket från 1481 till 1512. 
Beyazit var son till Mehmet II och kom efter faderns död med janitsjarernas hjälp på tronen. Beyatiz företog krigståg mot Italien, Bosnien, Dalmatien och Ungern, han erövrade Hercegovina, Moldavien och Bessarabien, men led mot de egyptiska mamlukerna ett avgörande nederlag 1488. Sedermera vände han sig söderut, besegrade den venetianska flottan vid Sapienza 1498 och erövrade större delen av Peloponnesos men måste vika för den mellan Ungern, Venedig och påven bildade, av Spanien och Frankrike understödda koalitionen samt 1502 sluta fred. Beyazits sista regeringsår oroades genom successionsstrider mellan hans söner Ahmed och Selim. Den senare gjorde uppror mot sin far och lyckade med bistånd från kanen av Krim 1512 tvinga sin far till avsägelse. Denne avled några dagar därefter, möjligen förgiftad.
Beyazit var sufist och gjorde sig känd som moské och brobyggare. Av stor politisk betydelse var den turkiska flottans enorma uppsving under hans regering.
Under denna tid fick också tusentals sefardiska judar, som 1492 flytt från Spanien, en fristad i riket.